# Lijst van premiers van Bulgarije
Hieronder volgt een lijst van premiers van Bulgarije, vanaf het ontstaan van het vorstendom van Bulgarije tot nu.

## Minister-presidenten van Bulgarije (1879-heden)

### Vorstendom Bulgarije(1879-1908)
| Mininster-president | Mininster-president                              | Ambtstermijn            | Ambtstermijn            | Partij               | Partij   | Kabinet       | Regering      |          |
| Premiers            | Premiers                                         | Premiers                | Premiers                | Premiers             | Premiers | Premiers      | Premiers      | Premiers |
| ------------------- | ------------------------------------------------ | ----------------------- | ----------------------- | -------------------- | -------- | ------------- | ------------- | -------- |
|                     | Todor Stojanov Burmov (1834-1906)                | 5 juli 1879             | 24 november 1879        | Conservatieve Partij |          | I.            | 1.            |          |
|                     | Metropoliet Kliment Tarnovski (1840-1901)        | 24 november 1879        | 26 maart 1880           | Conservatieve Partij |          | I.            | 2.            |          |
|                     | Dragan Kiriakov Tsankov (1828-1911)              | 26 maart 1880           | 28 november 1880        | Liberale Partij      |          | I.            | 3.            |          |
|                     | Petko Stojtsjev Karavelov (1843-1903)            | 28 november 1880        | 27 april 1881           | Liberale Partij      |          | I.            | 4.            |          |
|                     | Jokhan Kazimir Gustavovitsj Ernrot (1833-1913)   | 27 april 1881           | 1 juli 1881             | Militair             |          | I.            | 5.            |          |
|                     | geen minister-president                          | 1 juli 1881             | 23 juni 1882            |                      |          | I.            | 6.            |          |
|                     | Leonid Nikolajevitsj Sobolev (1844-1913)         | 23 juni 1882            | 7 september 1883        | Militair             |          | I.            | 7.            |          |
|                     | Dragan Kiriakov Tsankov (1828-1911)              | 7 september 1883        | 29 juni 1884            | Liberale Partij      |          | II., III.     | 8., 9.        |          |
|                     | Petko Stojtsjev Karavelov (1843-1903)            | 29 juni 1884            | 9 augustus 1886         | Liberale Partij      |          | II.           | 10.           |          |
|                     | Metropoliet Kliment Tarnovski (1841-1901)        | 9 t/m 12 augustus 1886  | 9 t/m 12 augustus 1886  | Conservatieve Partij |          | II.           | 11.           |          |
|                     | Petko Stojtsjev Karavelov (1843-1903)            | 12 t/m 16 augustus 1886 | 12 t/m 16 augustus 1886 | Liberale Partij      |          | III.          | 12.           |          |
|                     | Vasil Khristov Radoslavov (1854-1929)            | 16 augustus 1886        | 28 juni 1887            | Liberale Partij      |          | I.            | 13.           |          |
|                     | Konstantin Stoilov Konstantinov (1853-1901)      | 29 juni 1887            | 20 augustus 1887        | Conservatieve Partij |          | I.            | 14.           |          |
|                     | Stefan Nikolov Stambolov (1854-1895)             | 20 augustus 1887        | 19 mei 1894             | NLP                  |          | I.            | 15.           |          |
|                     | Konstantin Stoilov Konstantinov (1853-1901)      | 19 mei 1894             | 18 januari 1899         | NP                   |          | II., III.     | 16., 17.      |          |
|                     | Dimitur Panajotov Grekov (1847-1901)             | 18 januari 1899         | 1 oktober 1899          | NLP                  |          | I.            | 18.           |          |
|                     | Todor Ivantsjov (1858-1906)                      | 1 oktober 1899          | 12 januari 1901         | Conservatieve Partij |          | I., II.       | 19., 20.      |          |
|                     | Rantsjo Petrov Petrov (1861-1842)                | 12 januari 1901         | 20 februari 1901        | Militair             |          | I.            | 21.           |          |
|                     | Petko Stojtsjev Karavelov (1843-1903)            | 20 februari 1901        | 21 december 1902        | DP                   |          | IV            | 22.           |          |
|                     | Stojan Petrov Danev (1858-1949)                  | 21 december 1902        | 6 mei 1903              | PLP                  |          | I., II., III. | 23., 24., 25. |          |
|                     | Rantsjo Petrov Petrov (1961-1942)                | 6 mei 1903              | 22 oktober 1906         | Militair             |          | II.           | 26.           |          |
|                     | Dimitur Nikolov Petkov (1858-1907)               | 23 oktober 1906         | 26 februari 1907        | NLP                  |          | I.            | 27.           |          |
|                     | Dimitur Janev Stantsjov (1963-1940) (waarnemend) | 27 februari 1907        | 3 maart 1907            | NLP                  |          | I.            | 28.           |          |
|                     | Petur Todorov Goedev (1863-1932)                 | 3 maart 1907            | 16 januari 1908         | Onafhankelijk        |          | I.            | 29.           |          |
|                     | Aleksandur Pavlov Malinov (1867-1938)            | 16 januari 1908         | 5 september 1908        | DP                   |          | I.            | 30.           |          |

### Koninkrijk Bulgarije(1908-1946)
| Minister-president | Minister-president                             | Ambtstermijn           | Ambtstermijn           | Partij                                 | Partij   | Kabinet            | Regering           |          |
| Premiers           | Premiers                                       | Premiers               | Premiers               | Premiers                               | Premiers | Premiers           | Premiers           | Premiers |
| ------------------ | ---------------------------------------------- | ---------------------- | ---------------------- | -------------------------------------- | -------- | ------------------ | ------------------ | -------- |
|                    | Aleksandur Pavlov Malinov (1867-1938)          | 5 september 1908       | 16 maart 1911          | DP                                     |          | II.                | 31.                |          |
|                    | Ivan Evstratiev Gesjov (1849-1924)             | 16 maart 1911          | 1 juni 1913            | NP                                     |          | I.                 | 32.                |          |
|                    | Stojan Petrov Danev (1858-1949)                | 1 juni 1913            | 4 juli 1913            | PLP                                    |          | IV.                | 33.                |          |
|                    | Vasil Khristov Radoslavov (1854-1929)          | 4 juli 1913            | 21 juni 1918           | PLR                                    |          | II. III.           | 34., 35.           |          |
|                    | Aleksandur Pavlov Malinov (1867-1938)          | 21 juni 1918           | 28 november 1918       | DP                                     |          | III., IV.          | 36., 37.           |          |
|                    | Teodor Ivanov Teodorov (1859-1924)             | 28 november 1918       | 6 oktober 1919         | Onafhankelijk                          |          | I., II.            | 38., 39.           |          |
|                    | Aleksandur Strojmenov Stamboeliski (1879-1923) | 6 oktober 1919         | 9 juni 1923            | BZNS                                   |          | I., II.            | 40., 41.           |          |
|                    | Aleksandur Tsolov Tsankov (1879-1959)          | 9 juni 1923            | 4 januari 1926         | Volksalliantie/Democratische Alliantie |          | I., II.            | 42., 43.           |          |
|                    | Andrej Tasev Laptsjev (1866-1933)              | 4 januari 1926         | 29 juni 1931           | Democratische Alliantie                |          | I., II., III.      | 44., 45., 46.      |          |
|                    | Aleksandur Pavlov Malinov (1867-1938)          | 29 juni 1931           | 12 oktober 1931        | DP                                     |          | IV.                | 47.                |          |
|                    | Nikola Stojkov Moesjanov (1872-1951)           | 12 oktober 1931        | 19 mei 1934            | DP                                     |          | I., II., III.      | 48., 49., 50.      |          |
|                    | Kimon Georgiev Stojanov (1882-1969)            | 19 mei 1934            | 22 januari 1935        | Militair/Zveno                         |          | I.                 | 51.                |          |
|                    | Petur Ivanov Zlatev (1881-1948)                | 22 januari 1935        | 21 april 1935          | Militair/Militaire Liga                |          | I.                 | 52.                |          |
|                    | Andrei Zlavev Tosjev (1867-1944)               | 21 april 1935          | 23 november 1935       | Onafhankelijk                          |          | I.                 | 53.                |          |
|                    | Georgi Ivanov Kjoseivanov (1884-1960)          | 23 november 1935       | 15 februari 1940       | Onafhankelijk                          |          | I., II., III., IV. | 54., 55., 56., 57. |          |
|                    | Bogdan Dimitrov Filov (1883-1945)              | 15 februari 1940       | 14 september 1943      | Onafhankelijk                          |          | I., II.            | 58., 59.           |          |
|                    | Dobri Bozjilov Khadzjijanakev (1884-1945)      | 14 september 1943      | 1 juni 1944            | Onafhankelijk                          |          | I.                 | 60.                |          |
|                    | Ivan Ivanov Bagrianov (1891-1945)              | 1 juni                 | 2 september 1944       | BZNS                                   |          | I.                 | 61.                |          |
|                    | Konstantin Vladov Muraviev (1893-1965)         | 2 t/m 9 september 1944 | 2 t/m 9 september 1944 | BZNS                                   |          | I.                 | 62.                |          |
|                    | Kimon Georgiev Stojanov (1882-1969)            | 9 september 1944       | 22 november 1946       | Militair/Zveno                         |          | II., III.          | 63., 64.           |          |

### Volksrepubliek Bulgarije(1946-1990)
| Voorzitter                            | Voorzitter                                                    | Ambtstermijn                          | Ambtstermijn                          | Partij                                | Partij                                | Kabinet                               | Regering                              |                                       |
| Voorzitters van de Raad van Ministers | Voorzitters van de Raad van Ministers                         | Voorzitters van de Raad van Ministers | Voorzitters van de Raad van Ministers | Voorzitters van de Raad van Ministers | Voorzitters van de Raad van Ministers | Voorzitters van de Raad van Ministers | Voorzitters van de Raad van Ministers | Voorzitters van de Raad van Ministers |
| ------------------------------------- | ------------------------------------------------------------- | ------------------------------------- | ------------------------------------- | ------------------------------------- | ------------------------------------- | ------------------------------------- | ------------------------------------- | ------------------------------------- |
|                                       | Georgi Michailovitsj Dimitrov (1882-1949)                     | 23 november 1946                      | 2 juli 1949                           | BRP; 1948 BKP                         |                                       | I., II.                               | 65., 66.                              |                                       |
|                                       | Vasil Petrov Kolarov (1877-1950) (waarnemend tot 3 juli 1949) | 20 juli 1949                          | 3 februari 1950                       | BKP                                   |                                       | I., II.                               | 67., 68.                              |                                       |
|                                       | Vulko Veljov Tsjervenkov (1900-1980)                          | 3 februari 1950                       | 18 april 1956                         | BKP                                   |                                       | I., II.                               | 68., 69.                              |                                       |
|                                       | Anton Tanev Joegov (1904-1991)                                | 18 april 1956                         | 27 november 1962                      | BKP                                   |                                       | I., II., III.                         | 70., 71., 72.                         |                                       |
|                                       | Todor Khristov Zjivkov (1911-1998)                            | 27 november 1962                      | 9 juli 1971                           | BKP                                   |                                       | I., II.                               | 73., 74.                              |                                       |
|                                       | Stanko Georgiev Todorov (1920-1996)                           | 9 juli 1971                           | 18 juni 1981                          | BKP                                   |                                       | I., II.                               | 75., 76.                              |                                       |
|                                       | Grisha Stantsjev Filipov (1919-1994)                          | 18 juni 1981                          | 19 juni 1986                          | BKP                                   |                                       | I.                                    | 77.                                   |                                       |
|                                       | Georgi Ivanov Atanasov (1933-2022)                            | 19 juni 1986                          | 8 februari 1990                       | BKP                                   |                                       | I.                                    | 78.                                   |                                       |
|                                       | Andrej Karlov Loekanov (1938-1996)                            | 8 februari 1990                       | 21 september 1990                     | BSP                                   |                                       | I.                                    | 79.                                   |                                       |

### Republiek Bulgarije(1990-heden)
| Minister-president | Minister-president                                                     | Ambtstermijn      | Ambtstermijn     | Partij        | Partij   | Kabinet  | Regering |          |
| Premiers           | Premiers                                                               | Premiers          | Premiers         | Premiers      | Premiers | Premiers | Premiers | Premiers |
| ------------------ | ---------------------------------------------------------------------- | ----------------- | ---------------- | ------------- | -------- | -------- | -------- | -------- |
|                    | Andrej Karlov Loekanov (1938-1996)                                     | 21 september 1990 | 20 december 1990 | BSP           |          | II.      | 80.      |          |
|                    | Dimitur Iltsjev Popov (1927-2015)                                      | 20 december 1990  | 8 november 1991  | Onafhankelijk |          | I.       | 81.      |          |
|                    | Filip Dimitrov Dimitrov (1955)                                         | 8 november 1991   | 30 december 1992 | SDS           |          | I.       | 82.      |          |
|                    | Ljoeben Borisov Berov (1925-2006)                                      | 30 december 1992  | 17 oktober 1994  | Onafhankelijk |          | I.       | 83.      |          |
|                    | Reneta Ivanova Indzjova (v) (1953) (ad interim)                        | 17 oktober 1994   | 25 januari 1995  | Onafhankelijk |          | I.       | 84.      |          |
|                    | Zjan Vasilev Videnov (1959)                                            | 25 januari 1995   | 12 februari 1997 | BSP           |          | I.       | 85.      |          |
|                    | Stefan Antonov Sofijanski (1951) (ad interim)                          | 12 februari 1997  | 21 mei 1997      | SDS           |          | I.       | 86.      |          |
|                    | Ivan Jordanov Kostov (1949)                                            | 21 mei 1997       | 24 juli 2001     | SDS           |          | I.       | 87.      |          |
|                    | Simeon Borisov Sakskoboerggotski (1937) (de vroegere koning Simeon II) | 24 juli 2001      | 16 augustus 2005 | NDSV          |          | I.       | 88.      |          |
|                    | Sergej Dmitrievitsj Stanisjev (1966)                                   | 16 augustus 2005  | 27 juli 2009     | BSP           |          | I.       | 89.      |          |
|                    | Bojko Borisov (1959)                                                   | 27 juli 2009      | 21 februari 2013 | GERB          |          | I.       | 90.      |          |
|                    | Marin Rajkov (1960) (ad interim)                                       | 13 maart 2013     | 29 mei 2013      | Onafhankelijk |          | I.       | 91.      |          |
|                    | Plamen Oresjarski (1960)                                               | 29 mei 2013       | 6 augustus 2014  | BSP           |          | I.       | 92.      |          |
|                    | Georgi Bliznasjki (1956) (ad interim)                                  | 6 augustus 2014   | 7 november 2014  | Onafhankelijk |          | I.       | 93.      |          |
|                    | Bojko Borisov (1959)                                                   | 7 november 2014   | 27 januari 2017  | GERB          |          | II.      | 94.      |          |
|                    | Ognyan Gerdzhikov (1946) (ad interim)                                  | 27 januari 2017   | 4 mei 2017       | NDSV          |          | I.       | 95.      |          |
|                    | Bojko Borisov (1959)                                                   | 4 mei 2017        | 12 mei 2021      | GERB          |          | III.     | 96.      |          |
|                    | Stefan Janev (1960) (ad interim)                                       | 12 mei 2021       | 13 december 2021 | Onafhankelijk |          | I.       | 97.      |          |
|                    | Kiril Petkov (1980)                                                    | 13 december 2021  | 2 augustus 2022  | PP            |          | I.       | 98.      |          |
|                    | Galab Donev (1967) (ad interim)                                        | 2 augustus 2022   | 6 juni 2023      | Onafhankelijk |          | I.       | 99.      |          |
|                    | Nikolai Denkov (1962)                                                  | 6 juni 2023       | 9 april 2024     | PP            |          | I.       | 100.     |          |
|                    | Dimitar Glavchev (1963) (ad interim)                                   | 9 april 2024      | huidig           | Onafhankelijk |          | I.       | 101.     |          |

| Conservatieven                                     |
| Liberalen                                          |
| Militairen                                         |
| Volksliberalen                                     |
| Populisten                                         |
| Democraten                                         |
| Progressieve Liberalen                             |
| Liberalen - Radoslavovisten                        |
| Agrariërs                                          |
| Conservatieve Democraten en Liberalen              |
| Zvenari                                            |
| Communisten/Socialisten                            |
| Verenigde Democratische Krachten                   |
| Nationale Beweging voor Stabiliteit en Vooruitgang |
| Partijlozen                                        |

Afkortingen:
- NLP = Volksliberale Partij (conservatieve liberalen)
- NP = Volkspartij (conservatief)
- DP = Democratische Partij (liberaal)
- PLP = Progressieve Liberale Partij (progressieve liberalen)
- PLR = Liberale Partij - Radoslavovisten (conservatief)
- BZNS = Bulgaarse Agrarische Nationale Unie (agrarisch)
- BRP = Bulgaarse Werkerspartij (communistisch, sinds 1948 BKP)
- BKP = Bulgaarse Communistische Partij (communistisch, partij met een "leidende rol" 1948-1990)
- BSP = Bulgaarse Socialistische Partij (socialistisch)
- SDS = Unie van Democratische Krachten (liberaal)
- NDSV = Nationale Beweging voor Stabiliteit en Vooruitgang (conservatief liberaal)
- GERB = Burgers voor Europese Ontwikkeling van Bulgarije (conservatief)
- PP = We Gaan Door Met De Verandering (centrum)